# Mrlínek
Obec Mrlínek se nachází v okrese Kroměříž ve Zlínském kraji. Žije zde 274 obyvatel.

## Název
Vesnice se původně jmenovala Mrlín, což bylo odvozeno od osobního jména Mrla (v jehož základu je mřieti – „umírat“; jméno vzniklo jako přezdívka pomalého člověka). Význam místního jména byl „Mrlův majetek“. V 16. století vesnice nakrátko zpustla (byla opuštěna), obnovena byla se zdrobnělým jménem.

## Historie
První písemná zmínka o obci pochází z roku 1348.
Dne 13. června 2015 se v obci konaly nové obecní volby. Následně byl na ustavujícím zasedání zastupitelstva novým starostou zvolen Jaroslav Vlček.

## Obyvatelstvo

### Struktura
Vývoj počtu obyvatel za celou obec i za jeho jednotlivé části uvádí tabulka níže, ve které se zobrazuje i příslušnost jednotlivých částí k obci či následné odtržení.
| Místní části   | Místní části | 1869 | 1880 | 1890 | 1900 | 1910 | 1921 | 1930 | 1950 | 1961 | 1970 | 1980 | 1991 | 2001 | 2011 |
| -------------- | ------------ | ---- | ---- | ---- | ---- | ---- | ---- | ---- | ---- | ---- | ---- | ---- | ---- | ---- | ---- |
| Počet obyvatel | část Mrlínek | 284  | 269  | 314  | 301  | 331  | 322  | 369  | 304  | 334  | 289  | 263  | 262  | 276  | 281  |
| Počet domů     | část Mrlínek | 49   | 54   | 55   | 55   | 57   | 62   | 69   | 75   | 79   | 75   | 78   | 94   | 97   | 97   |

## Pamětihodnosti
- Pomník padlým

## Galerie

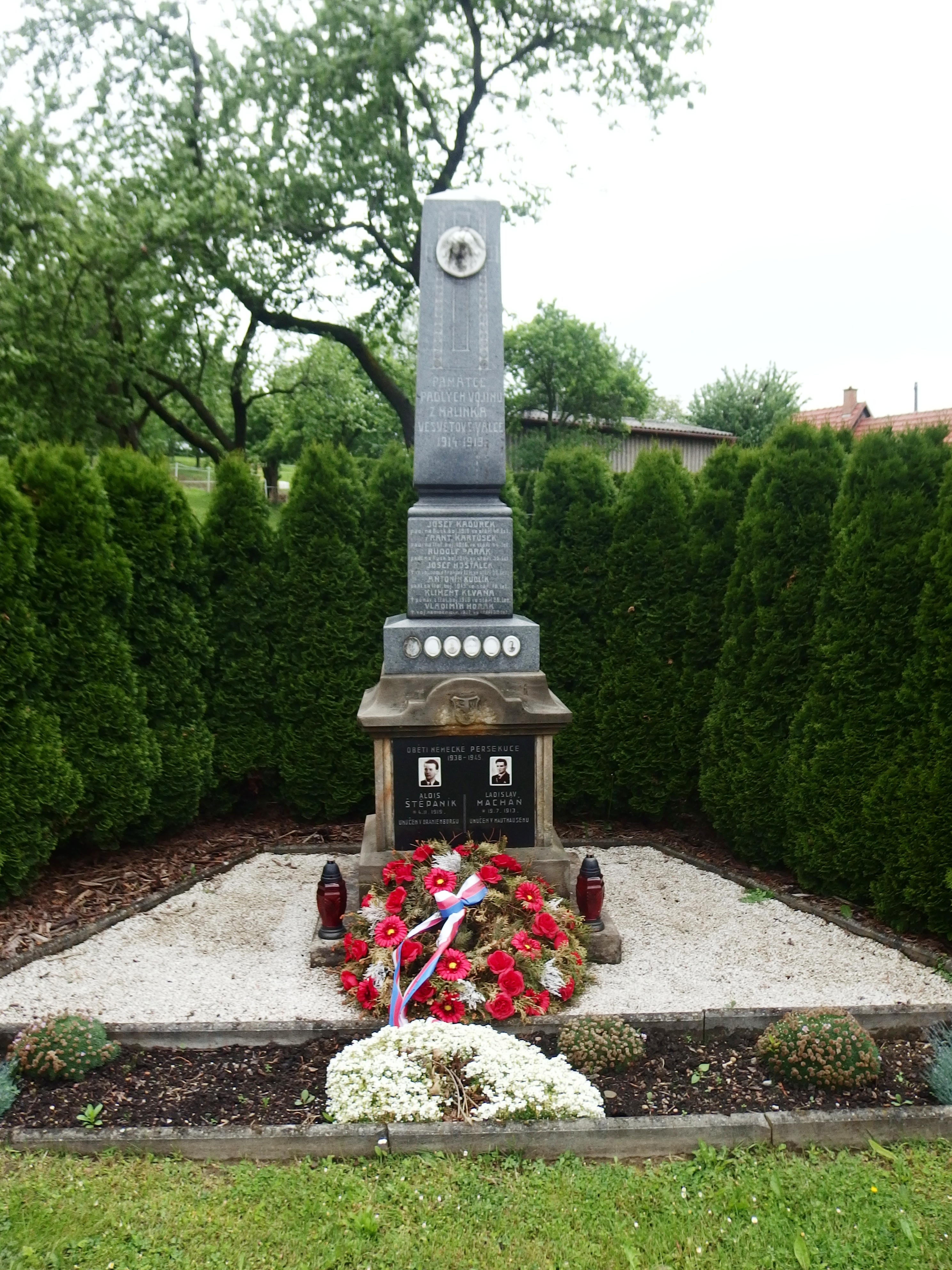
Pomník padlým
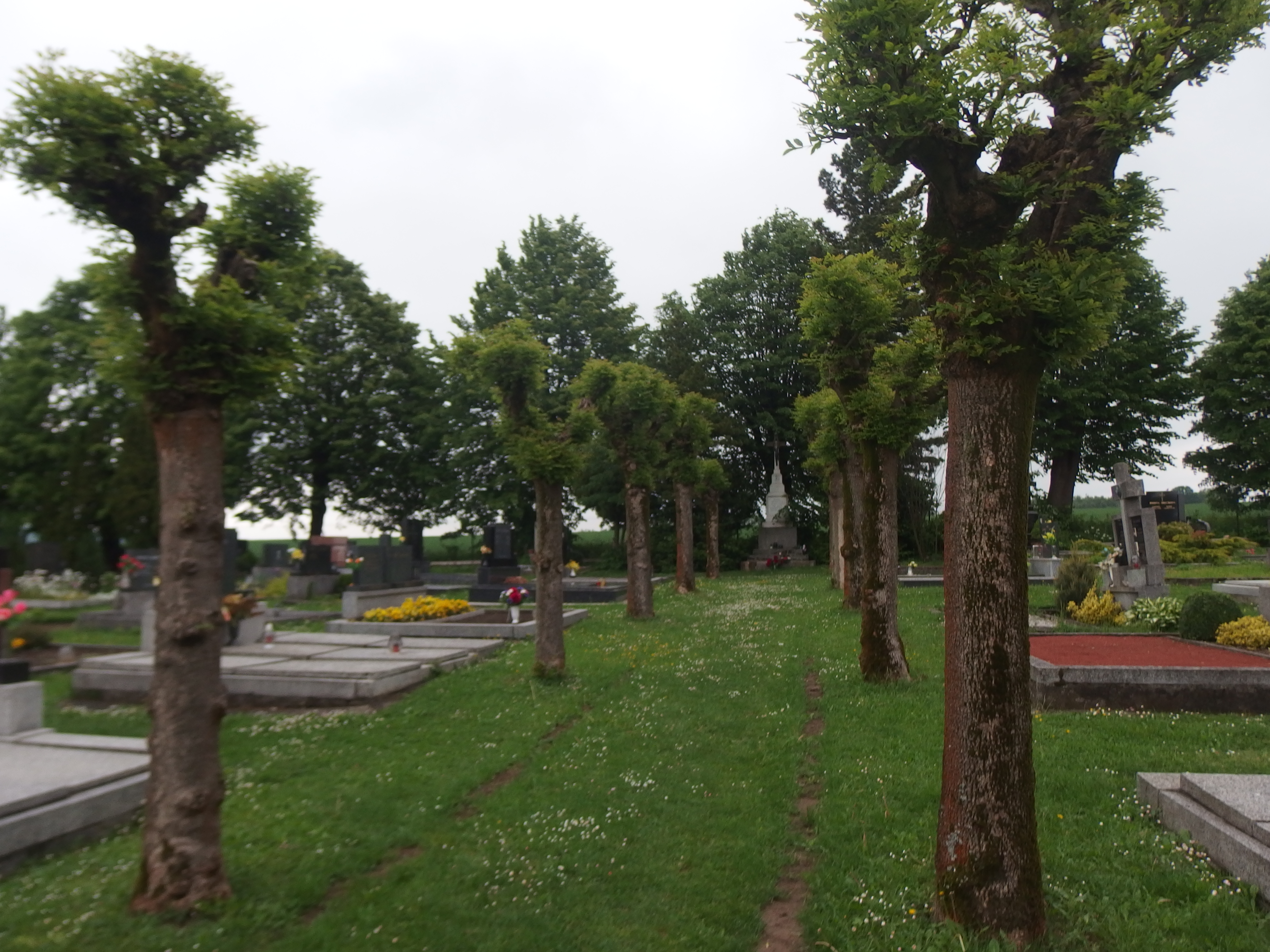
Hřbitov
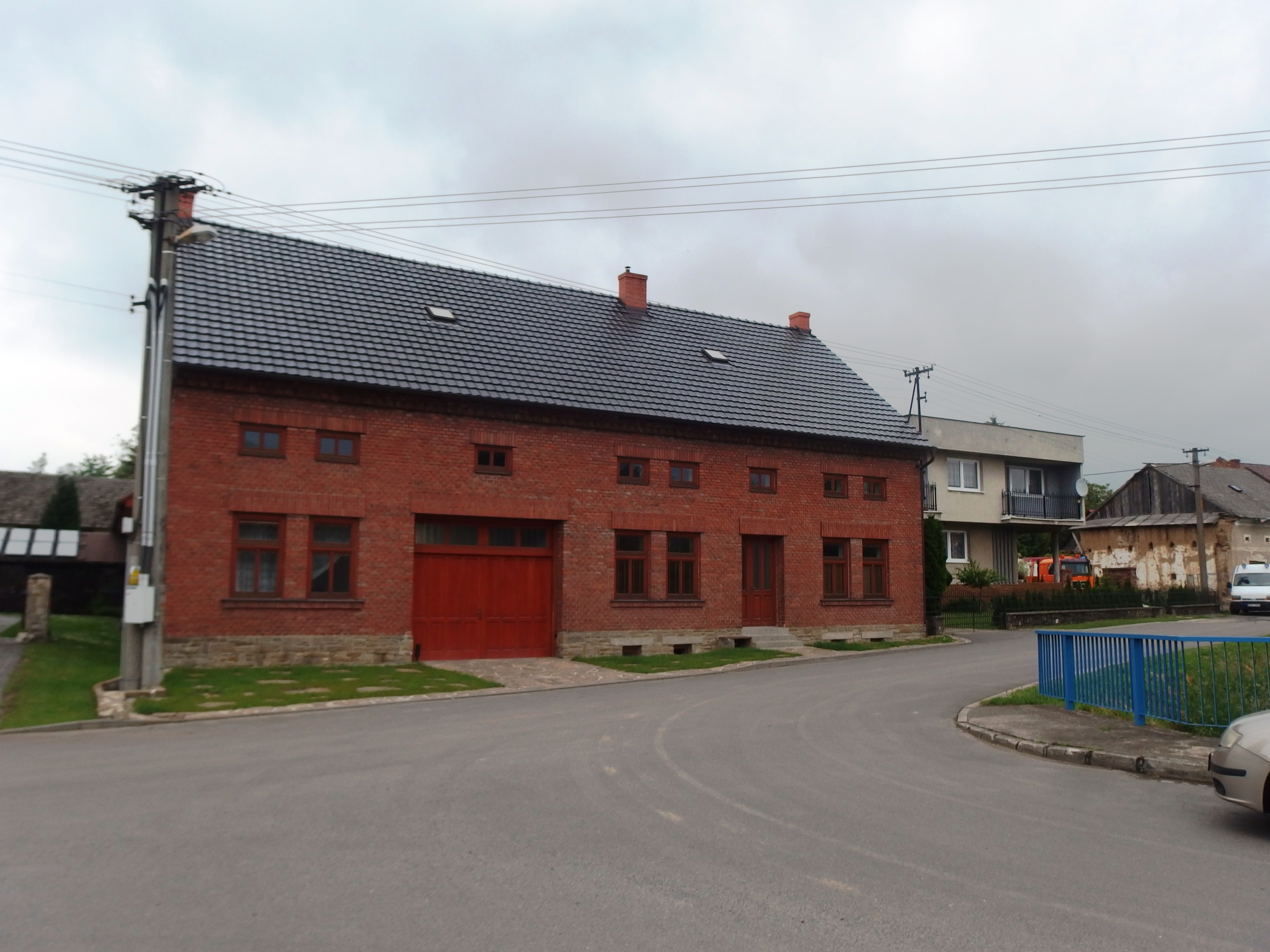
Zástavba v centru
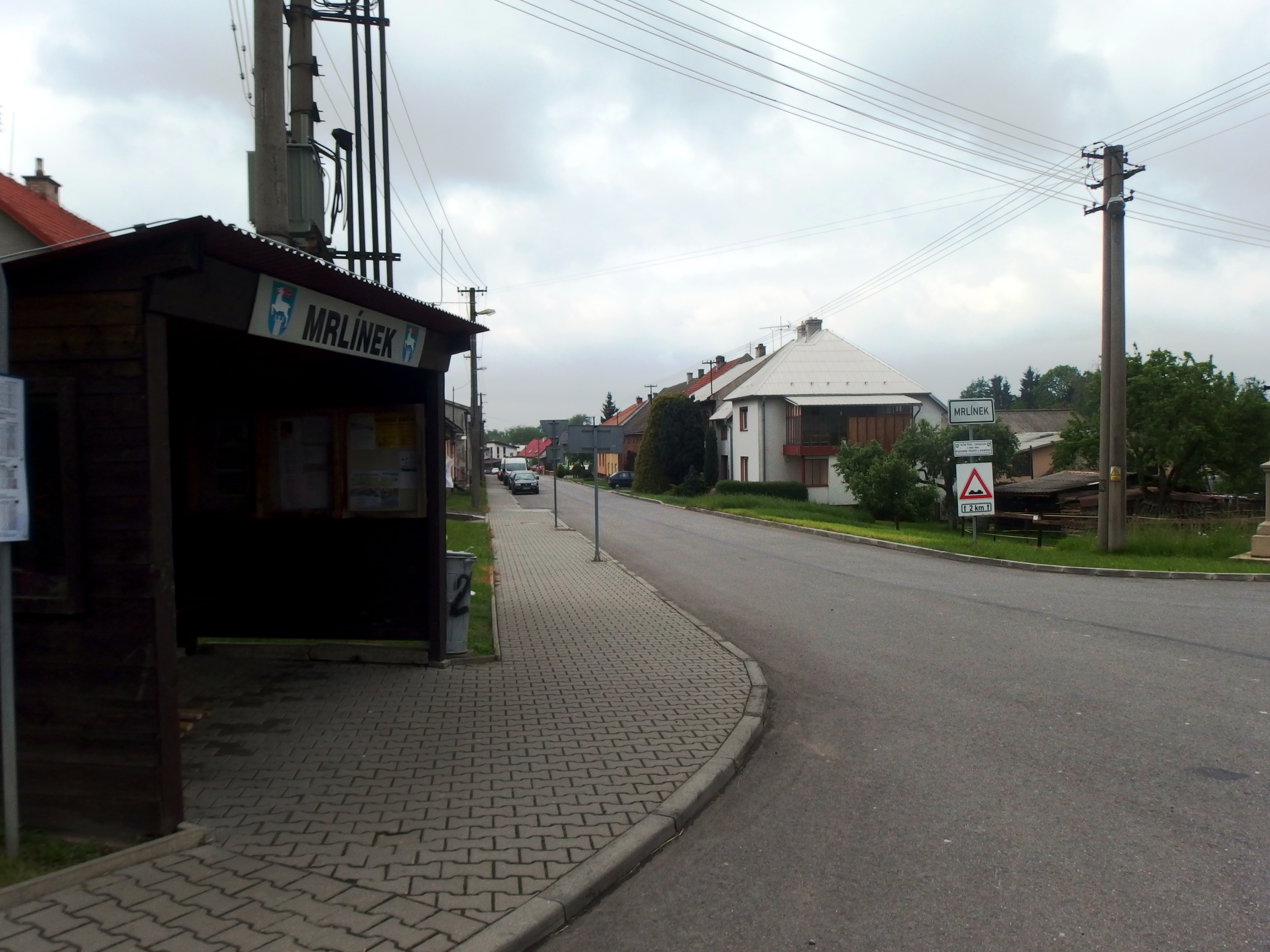
Autobusová zastávka